# Myszarka leśna
Myszarka leśna, mysz leśna (Apodemus flavicollis) – gatunek gryzonia z rodziny myszowatych.

## Nazwa zwyczajowa
W polskiej literaturze zoologicznej dla określenia gatunku Apodemus flavicollis używana jest również nazwa zwyczajowa „mysz leśna”. W wydanej w 2015 roku przez Muzeum i Instytut Zoologii Polskiej Akademii Nauk publikacji „Polskie nazewnictwo ssaków świata” rodzajowi Apodemus nadano nazwę myszarka, zaś "myszy leśnej" myszarka leśna. Nazwa rodzajowa „mysz” została w publikacji PAN zarezerwowana dla rodzaju Mus.

## Występowanie
Występuje od Wielkiej Brytanii poprzez większą część kontynentalnej Europy aż do Uralu w Rosji oraz od wschodniej Turcji do zachodniej Armenii, w Iranie i na południe od Syrii, Libanu i Izraela.
Środowisko jej występowania to przede wszystkim zarośla lasów mieszanych i liściastych, parki i ogrody. Zimą przenosi się do domostw. W górach występuje do 1850 m n.p.m.
Potrafi sprawnie wspinać się na drzewa, osiągając dużą wysokość (powyżej 20 m).

## Charakterystyka
Gryzoń o długości ciała 8–13 cm, ogona 9–12 cm i masie ciała 20–60 g. Charakteryzuje się żółtawobrązowym ubarwieniem z białym brzuchem, na szyi jest jaśniejsza, posiada ochrową obrożę. Ma duże oczy i uszy.
Myszarka ta aktywna jest o zmierzchu i w nocy. Jest ssakiem promiskuitycznym. Samce zajmują duże areały (zazw. 1-5 ha), które nakładają się z areałami innych osobników obu płci. Areały samic są mniejsze (zazw. 0.4-2 ha), a ich centralne części nie są dzielone z innymi samicami.
Jest wszystkożerna. W jej pokarmie dominują nasiona drzew, ale zjada również owoce, grzyby, pąki i pędy roślin oraz owady. W razie potrzeby potrafi zjeść nawet pisklęta ptaków i padlinę. W związku z pojawieniem się obfitego pokarmu, liczebność myszy leśnej gwałtownie wzrasta po latach nasiennych drzew, np. buka.
Okres rozrodczy przypada od lutego do października. W ciągu jednego roku mysz leśna może wyprowadzić 2 do 4 miotów po 3 do 8 młodych. Ciąża trwa 23–26 dni. Po urodzeniu małe są ślepe, otwierają oczy po 13 dniach. Pozostają z matką przez trzy tygodnie. W wieku ośmiu tygodni są już dojrzałe płciowo.
Może być nosicielem hantawirusa wywołującego u ludzi gorączkę krwotoczną z zespołem nerkowym.